# Teorema di Perron-Frobenius
Il teorema di Perron-Frobenius afferma che, se {\displaystyle A} è una matrice non negativa (cioè, con tutti gli elementi maggiori o uguali a zero) primitiva e irriducibile allora
1. L'autovalore di modulo massimo {\displaystyle \lambda } di {\displaystyle A} è reale positivo
2. Esso è un autovalore semplice
3. L'autovettore corrispondente ha tutte le componenti positive
4. L'autovettore corrispondente è l'unico autovettore non negativo di {\displaystyle A}
5. L'autovalore di modulo massimo, visto come funzione {\displaystyle \rho (A)} della matrice {\displaystyle A}, è una funzione strettamente crescente in ognuno dei suoi elementi: cioè, se {\displaystyle B\geq A} (s'intende che tale disuguaglianza valga elemento per elemento) e {\displaystyle B\neq A}, allora {\displaystyle \rho (B)>\rho (A)}

Il teorema di Perron-Frobenius è un risultato abbastanza potente ma elementare di algebra lineare che solitamente non si vede nei primi corsi. Una sua  applicazione è per esempio quella di assicurare l'esistenza di misure invarianti per catene di Markov finite.

## Storia
Il teorema fu enunciato da Perron nei primi del Novecento e da lui dimostrato nel caso particolare in cui {\displaystyle A} ha tutti gli elementi positivi; fu poi esteso da Frobenius al caso qui riportato e a casi più complessi di matrici che mandano un cono di {\displaystyle \mathbb {C} } in sé. Helmut Wielandt trovò poi una dimostrazione particolarmente breve ed elegante del teorema.